# 三つ山問題
三つ山問題（みつやまもんだい、英語: Three Mountains Problem）は、スイスの発達心理学者ジャン・ピアジェによって開発された課題である。ピアジェは、認知発達に基づく発達心理学理論を提唱した。 彼の理論によれば、認知発達は4つの段階に分けられる。この4段階とは、感覚運動段階、前操作段階、具体的操作段階、および形式的操作段階である。三つ山問題は、子どもの思考が自己中心的であるかどうかをテストするためにピアジェによって考案され、子どもが認知発達の前操作段階にいるのか具体的操作段階にいるのかを見分ける指標として有用であるとされた。三つ山課題とも言う。

## 方法
三つ山問題でのピアジェの目的は、子どもの思考における自己中心性を調べることであった。 課題の元の設定は次のとおりであった。
子どもは、三つの山の模型を目の前にしてテーブルに座る。三つの山は、それぞれ大きさが違い、特徴も違う（雪が積もっている山、山頂に赤い十字架が立っている山、山頂に小屋がある山）。子どもは、模型を、360度ぐるりと観察することが許された。模型をよく観察した後、人形が子どもとは違う視点に置かれ、子どもに10枚の写真が示される。子どもは、その10枚の写真の中から人形からの視点を最もよく表しているものを選択する。 この課題を使って、さまざまな年齢の子どもたちがテストされ、子どもたちが「脱中心化」する年齢、すなわち他者の視点を取り始める年齢が決定された。

## 結果
テストの結果、4歳の子どもは、自分自身の視点を最もよく反映する写真を選択することが示された。6歳では、自分とは異なる視点への気づきが見られた。 その後、7～8歳までに、子どもたちは複数の視点を明確に認識し、一貫して正しい写真を選択できるようになった。

## 前操作段階
認知発達の前操作段階にある子どもと、具体的操作段階にある子どもを区別することができる。 典型的な前操作段階の子どもは、三つ山問題の課題に失敗する。 子どもは、人形の視点ではなく、自分の視点を最もよく表している写真を選ぶのである。
このことが意味するのは、子どもの選択が自己中心的思考に基づいていることである。 自己中心的思考では、もっぱら自分の視点から世界を見ているため、「自己中心的な子どもは、他の人も自分とまったく同じように見たり、聞いたり、感じたりすると想定している」。これは、前操作段階の年齢では、子どもは自分の視点と一致する写真を選択するという結果と一致している。
同様に、これらの結果は、子どもたちは何歳の時に思考を脱中心化させる能力を示すのか、言い換えれば自己中心的な思考から脱却できるのかについて、ピアジェが考える手助けとなる。前操作段階の子どもはまだここまで到達していない。彼らの思考は、自己中心的であり、この自己中心的とは、問題の目立つ一側面や一つの次元に注目し、同時に関係しそうな他の側面は無視してしまう傾向として定義されるのである。

## 具体的操作段階
概念の中心化は、主に認知発達の前操作段階の子どもに見られる。逆に具体的操作段階の子どもたちは、脱中心化した特徴、つまり異なった視点を認識し、自己中心的な思考から離れる能力を示すのである。ピアジェは、7歳までに子どもは自分の考えを脱中心化させ、自分とは異なる視点を認めることができるようになると結論づけた。このことは、1956年の研究において、7歳児と8歳児が一貫して正しい写真を選んだことから確かめられた。
子どもと人形が、山の模型に対して正反対の側に座っていて、子ども側に木があり、真ん中には大きな山あって視覚的な障害となっていたときを考えてみよう。前操作段階の子どもは、人形も木が見えているはずだと主張であろうが、具体的操作段階の子どもは、山が大きくて人形から木が見えないので、木が写っていない写真を選択するであろう。具体的操作段階の子どもは、「3つの山問題」の課題をクリアできるのである。

## その後の研究
三つ山問題は、自分の答えを写真と一致させる条件が加わっているため、子どもには理解が難しすぎるという批判もある。マーティン・ヒューズは、1975年に「警官人形研究」と呼ばれる研究を行った。2つの壁を交差させて4つの部屋を作り、「警官」の人形をさまざまな場所に移動させた。子どもたちには、もう一つの「男の子」の人形を、2人の警官の視界に入らないように隠してもらうよう頼んだ。その結果、3歳半から5歳までの子どもたちのうち、90％が正解した。壁をもっと増やしたり警官人形の数を増やして、より難しくしても、90％の4歳児が問題をクリアした。この課題が子どもにとって、より意味あるものであるため（これを保証するため、1体の警官人形を使った入門セッションを設けた）、子どもは4歳という早い段階で自己中心的思考からの脱却を示すことができたのだと主張した。

## 三つ山問題のバリエーション
三つ山問題は、課題の複雑さについてよく批判される。1975年、Helen Borkeという研究者は、湖、動物、人、木、建物といったランドマークが置かれた農村を使ってこの課題を追試した。セサミストリートのキャラクターであるグローバーが車に乗せられ、その地域を走り回った。そして、グローバーが「ちょっと景色を見てみようか」と車を止めたときに、グローバーの目から見ると、どんな景色が見えるのかを子どもたちに尋ねた。その結果、3歳児でも十分な能力を発揮し、異なった視点からの見えを理解する能力である、視点取得を有していることが確かめられたのである。したがって、ピアジェの3つ山課題の評価研究では、子どもにとってより身近なものを使い、課題の複雑さを減らすことで、オリジナルの研究とは異なる結果が得られることが示されたと言える。